# Loverboy (2005)
Loverboy (Brasil: Obsessão / Portugal: A Educação de Paul) é um filme de drama romântico americano de 2005, que marca a estréia de Kevin Bacon na direção, e o elenco inclui sua esposa, Kyra Sedgwick, além de seus dois filhos, Travis e Sosie, o último dos quais continuou sua carreira de ator no cinema e na televisão.

## Sinopse
A maior parte da história é contada em flashbacks da cena de abertura da infância e vida adulta de Emily.
O filme começa com Emily (Kyra Sedgwick) cantando para seu filho de 6 anos em um carro enquanto tenta ensinar a ele as posições das mãos no volante do carro. Durante esse período, a cena continua indo e voltando para Emily fazendo as malas de uma criança. No carro, ela diz a ele que eles estão prestes a partir em uma jornada para uma terra incrível.
A cena muda e viaja para oito anos e meio antes, durante os quais Emily narra sua história sobre como ela concebeu seu filho Paul. Ela acreditava que tinha apenas um propósito, trazer vida a esta terra. Após inseminações artificiais sem sucesso, ela começou a procurar numerosos encontros sexuais com homens aleatórios em todo o país. Ela teorizou que vários homens não significavam pai, e ela queria assim. No entanto, após 10 semanas de gravidez, ela começa a sangrar no aeroporto, perdendo o filho e a esperança de ter um bebê. Retirando-se para um estado de depressão, ela se refugia em um hotel durante um seminário de negócios, onde conhece um homem chamado Paul (Campbell Scott). Eles se conectam imediatamente e passam uma noite apaixonada, o que resulta na segunda gravidez de Emily.
Ela compra uma casa e dá à luz um menino, a quem ela nomeou Paul, em homenagem a seu pai. Ela passa todo momento acordado com Paul, lendo livros para ele e procurando tesouros enterrados. Ela de brincadeira o apelida de Loverboy e ele a chama de Miss Darling. Quando ele fica mais velho, ele vê outras crianças indo para a escola e ele questiona Emily por que ele não estava indo também. Ela tenta mantê-lo longe de outras crianças como forma de protegê-lo, mas com o passar dos dias ele se torna cada vez mais difícil à medida que tenta chegar à escola e se divertir.
Quando ela finalmente sucumbe aos pedidos dele e o deixa ir para a escola, ela começa a sentir ansiedade de separação; ela constantemente tenta tirá-lo da escola e Paul, sem perceber isso, foge. Quando a equipe tenta acalmar Emily, ela se declara, afirmando que seu filho é excepcional e a escola está diminuindo seu potencial.
De volta à cena de abertura do carro, Paul perde o primeiro dente e Emily o faz dormir no carro, após o que ela toma um frasco de comprimidos e adormece com o motor do carro ligado. Emily havia bloqueado a porta da garagem com trapos, como uma tentativa de sufocá-la e Paul acreditando que essa era a única maneira de ficarem juntos para sempre.
De manhã, o garoto que corta a grama encontra Paul e ele sobrevive. Emily, no entanto, não.
No final, Paul é mais velho e em um campo com sua namorada sussurrando nos ouvidos das ovelhas, como ele e sua mãe costumavam fazer.

## Elenco
- Kyra Sedgwick - Emily Stoll
  - Sosie Bacon - Emily Stoll (10 anos)
- Dominic Scott Kay - Paul Stoll (6 anos)
  - Spencer Treat Clark - Paul Stoll (16 anos)
- Kevin Bacon - Marty Stoll
- Sandra Bullock - Mrs. Harker
- Blair Brown - Jeanette Rawley
- Matt Dillon - Mark
- Oliver Platt - Mr. Pomeroy
- Campbell Scott - Paul
- Marisa Tomei - Sybil Stoll
- Melissa Errico - Miss Silken
- Travis Bacon - Lenny
- Carolyn McCormick - Ruth
- Robert Sedgwick - Professor da 3ª série de Emily
- Naelee Rae - Allison (6 anos)
  - Valyn Hall - Allison (16 anos)
- John Legend - Doador do estacionamento de Memphis